# Кармін (колір)
Карміновий (від англ. carmine) — густий червоний колір з легким пурпуровим відтінком, що  ближче до чистого червоного кольору, ніж багряний. Колір отримують у результаті дії однойменного барвника — карміну.

## Варіації кольору
● Світло-кармінно-рожевий (Hex: #E66761) (RGB: 230, 103, 97)
● Кармінно-рожевий  (Hex: #EB4C42) (RGB: 235, 76, 66)
● Глибокий кармінно-рожевий (Hex: #EF3038) (RGB: 239, 48, 36)
● Кармінно-червоний (Hex: #FF0033) (RGB: 255, 0, 51)
● Кармін (Hex: #960018) (RGB: 150, 0, 24)

## Історія і символізм
Червоний колір, який отримують з комах, відомий як кармін. Його виробляють з кармінової кислоти, що міститься в тілах самиць комах кошенілі (Dactylopius coccus) або як ще її називають червець. Місяць червень дістав свою назву завдяки тому, що цього місяця збирають червець.
Після занепаду Тірського пурпуру кармін із червецю фактично замінив колір правителів та церкви. Червець почали широко застосовували в Європі в середні віки і в епоху Відродження як барвник. У 15-му і першій половині 16-го століття червець був одним з головних товарів експорту з Польщі, Литви та України. Торгівля здебільшого була монополізована єврейськими купцями, які купували фарбу у селян. Купці відправляли барвник з великих польських міст, таких як Краків, Гданськ (Данциг) і Познань. Звідти товар вивозили до південної Німеччини і північної Італії, Франції, Англії, Османської імперії та Вірменії. Торгівля була прибутковим бізнесом для єврейських посередників, відповідно до Марцина з Ужендова (1595), один фунт польської кошенілі коштував від чотирьох до п'яти венеційських дукатів. За кількісними показниками торгівля досягла піку в 1530-ті рр. Згідно з податковими реєстрами, у 1534 близько 30 тонн барвника продали тільки в Познані. У виданні 1650 р. дослідник поліських боліт Даніель Цвікер окремо позначив поширення кошенілі на Поліссі.
Подібно до Тірійського пурпуру, кармін став надзвичайно дорогим і затребуваним барвником. Він використовувався для фарбування одягу знаті, королівських осіб та духовенства. Британські "Червоні мундири" (Red Coats) були пофарбовані саме карміном.
У Католицькій Церкві червоний колір вже мав глибоке символічне значення, асоціюючись з кров'ю Христа, мучеництвом та Святим Духом. Після 1464 року, коли постачання Тірійського пурпуру до Європи припинилося (після завоювання Константинополя османами), Папа Павло II видав указ, що кардинали тепер повинні носити червоний кармін замість пурпурного, який фарбувався дорогим кошенілем. Таким чином, кармін став офіційним кольором кардиналів, що ще більше підкреслило його "священний" статус у релігійному контексті.
Червоний колір в геральдиці традиційно символізує хоробрість, сміливість, мужність, безстрашність, право, вогонь, теплоту, любов, великодушність, червоне поле — кров, пролиту за сюзерена, релігійні або політичні ідеали.

## Див. Також
- Червінь (геральдика)
- Червець
- Кардинальський колір